# Mallín (Córdoba)
Mallín es una localidad argentina ubicada en el departamento Punilla de la provincia de Córdoba. Se encuentra sobre la ruta provincial 269, 16 km al Sudoeste de Cosquín. Es un paraje turístico, a orillas del Arroyo Mallín, el cual también da nombre al Complejo Turístico Mallín, donde se encuentra el principal atractivo local, la cueva de los Pajaritos; en esta cueva posee la colonia de aves más austral del mundo. Asimismo se encuentran extrañas formaciones rocosas.

## Población
Cuenta con 6 habitantes (Indec, 2010). La baja población se debe a que al tratarse una villa turística, solo incrementa su población los fines de semana y en la época del verano.
| Gráfica de evolución demográfica de Mallín entre 1991 y 2010 |
|                                                              |
| Fuente: Censos nacionales del INDEC                          |